# Plögerscher Gasthof
El Plögersche Gasthof fue un edificio erigido alrededor de 1754 en la esquina actual de Schloßstraße/Friedrich-Ebert-Straße en Potsdam, que se ha utilizado como oficina del comandante desde 1819. Muy dañado durante los combates en la ciudad en los últimos días de abril de 1945, fue demolido en 1958. Como parte de la reconstrucción de numerosos edificios importantes en el casco antiguo de Potsdam, actualmente se está reconstruyendo la fachada del Plögersches Gasthof basándose en el diseño original.

## Historia
Fue construido en 1754 por el maestro de obras prusiano Carl Ludwig Hildebrandt, siendo uno de los varios edificios encargados por Federico II que a menudo utilizaban la arquitectura ya existente, de los volúmenes que le envió Francesco Algarotti, en este caso, el Palazzo Valmarana de Vicenza, diseñado por Andrea Palladio, sirvió de modelo. El nombre Plögerscher Gasthof se remonta al "posadero y restaurador" Johann Christoph Plöger, quien lo adquirió en 1765 y regentaba una posada llamada Zum Prinzen von Prussia. En mayo de 1778 acogió entre otros, al duque Carl-August de Saxe-Weimar y su compañero Johann Wolfgang von Goethe.
Desde 1819, fue la sede de la oficina del comandante de Potsdam y en 1888 se erigió un balcón sobre el portal arqueado. Sobrevivió al ataque aéreo en Potsdam del 14 de abril y al del 19 de abril de 1945, con grietas por calor sin "influencia significativa", pero se quemó en los combates posteriores por la ciudad. Las figuras decorativas y las dos fachadas de exhibición permanecieron casi intactas. 
Se consideró "ya no habitable", aunque podía repararse y era un edificio catalogado. Después de años de discusiones con los conservadores de monumentos y luego descartados los planes de construcción, el Ayuntamiento de Potsdam decidió el 18. junio de 1958 el retiro de las ruinas, ya que representan "un peligro constante para la población trabajadora" y el tráfico rodado. La decisión se tomó a instancias del Partido de la Unidad Socialista (SED), cuya prensa celebró durante semanas “el derribo de la antigua oficina del comandante fascista de la Wehrmacht”. 
Después de la demolición, se construyó allí un nuevo edificio para el Instituto de Formación de Profesores de Potsdam de 1971 a 1977, que fue utilizado por la Universidad de Ciencias Aplicadas de Potsdam desde 1991.

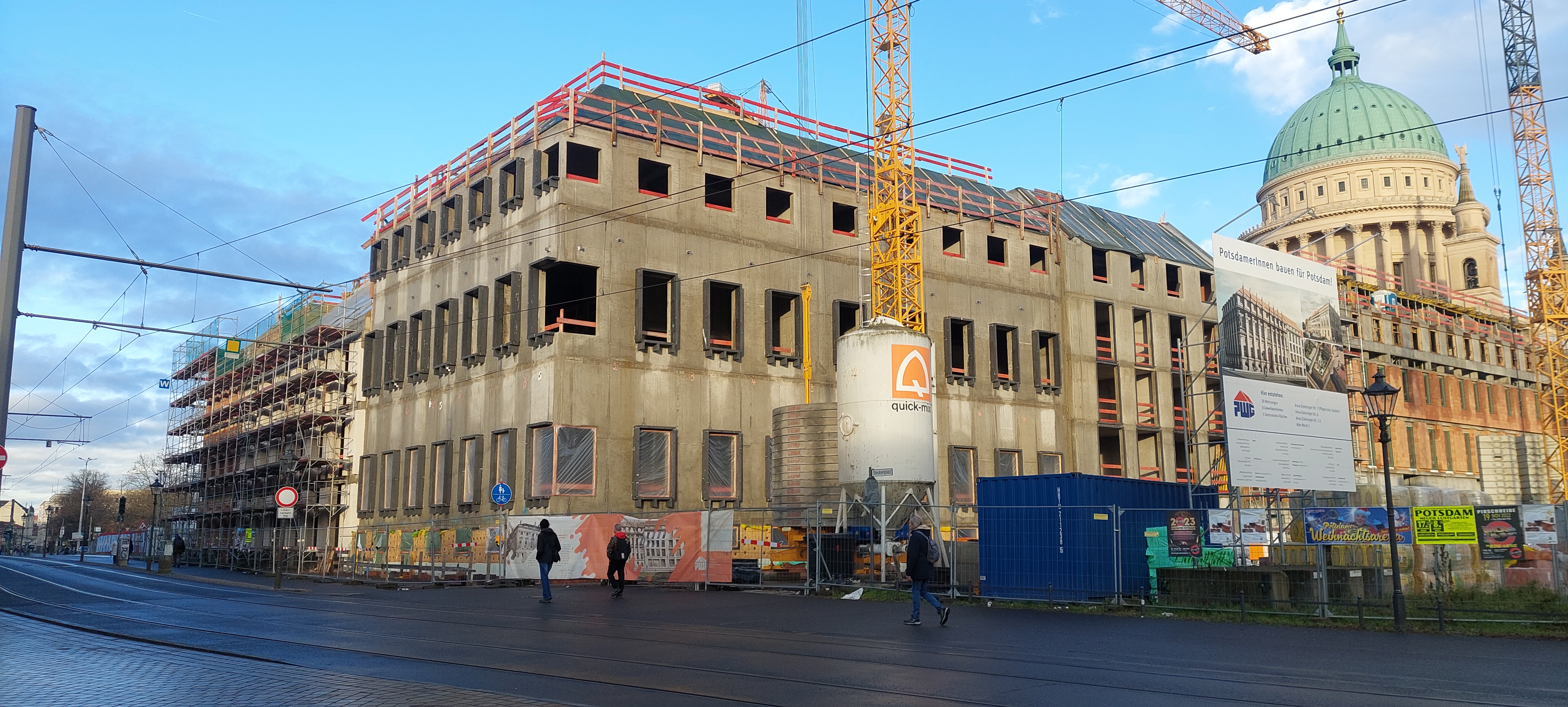
Avance de la construcción en diciembre de 2022

Con la reconstrucción de numerosos edificios en Potsdam, como el Palacio de la Ciudad de Potsdam reconstruido entre 2010 y 2013 o el Museo Barberini reabierto en 2017; también se decidió la reconstrucción del Plögersches Gasthof. La demolición del antiguo edificio FH de la época de la RDA comenzó en 2017 y finalizó en 2018. Luego se iniciaron los trabajos de excavación arqueológica, encontrándose entre los restos del Plögersches Gasthof, además de gres del siglo XVI y las paredes del sótano de los edificios anteriores. Solo se hicieron algunos hallazgos en el sótano, lo que podría deberse al hecho de que el Plögersche Gasthof no fue completamente destruido durante la guerra y muchos objetos fueron rescatados de las ruinas antes de la explosión en 1958.
La reconstrucción la lleva a cabo la Potsdamer Wohnungsgenossenschaft 1956 eG y un total de seis constructores diferentes están involucrados en la construcción de toda la manzana. Está previsto un uso cultural y gastronómico para el Plögerschen Gasthof.
Dado que Friedrich-Ebert-Straße es hoy más ancha de lo que era históricamente debido al tranvía, la Plögerscher Gasthof también se desvía del plan histórico de la ciudad. El edificio se moverá hacia el este y la trama completa no se recreará en su tamaño de acuerdo con el modelo histórico, sino que tendrá la llamada "junta" comprimida. Esto también se aplica al conjunto vecino de ocho esquinas.

## Arquitectura
Este era un edificio de tres plantas con sótano, desviado de su modelo en el sentido de que el Palazzo Valmarana solo tenía una fachada a la calle, mientras que el Plögersches Gasthof era un edificio en esquina con dos fachadas. Fue construido con ladrillos, mientras que la estructura de soporte de la reconstrucción está hecha de hormigón armado.
La fachada estaba estructurada verticalmente por 14 pilastras, ocho de ellas en la fachada que da a Schloßstrasse y seis en la fachada que da a Friedrich-Ebert-Strasse. Comenzaban en el borde inferior de las ventanas de la planta baja elevada y terminaban al nivel del borde superior de las ventanas del primer piso con capiteles creados por los escultores Johann Melchior Kambly y Matthias Müller.
El ático del edificio estaba decorado con ocho figuras de arenisca creadas por Johann Peter Benkert, que representan figuras de la mitología romana y griega. Después de que las ruinas fueran demolidas, fueron trasladadas a un rondel especialmente diseñado en el Parque Sanssouci, y lo decoraran una vez sea reconstruido. Sin embargo, debe evaluarse si la instalación en el techo dañará las figuras a largo plazo y si las figuras individuales tendrán que ser reemplazadas por copias. Las figuras encarnan los típicos motivos hospitalarios que hacen referencia al antiguo uso del edificio como posada donde se comía, bebía y bailaba. Por ejemplo, además de un músico con flauta, también se muestran la diosa de los árboles frutales Pomona y la diosa de la agricultura Ceres.
Una figura de un legionario creada por Gottlieb Heymüller que estaba de pie sobre un pequeño pedestal en la esquina del edificio en el segundo piso no fue encontrada. Sobre las ventanas de la planta baja había relieves realizados por Heymüller, que tampoco se han conservado.
La clave del arco de medio punto del portal principal estaba decorada con una cabeza de Baco, que también se conserva y se va a volver a colocar. Es obra de los escultores Johann Melchior Kambly y Matthias Müller. La representación del dios del vino crea una conexión con el uso del edificio como restaurante.